# Desperado (Film)
Desperado (deutsch sinngemäß: Gesetzloser) ist ein Actionfilm des Regisseurs Robert Rodriguez.
Desperado ist die erste Fortsetzung von El Mariachi, dem Erstlingswerk des Regisseurs. Mit wesentlich höherem Aufwand als sein Vorgänger produziert, wurde Desperado schnell zum Erfolg und etablierte den Regisseur und seine beiden Hauptdarsteller in den USA. Im Jahr 2003 folgte mit Irgendwann in Mexico der Abschluss der sogenannten Mariachi-Trilogie über den namenlosen Gitarristen.

## Handlung
In einer mexikanischen Kleinstadt taucht ein Gitarrist auf. Er gibt an, auf der Suche nach „Bucho“ zu sein, dem Boss eines Drogenkartells. Moco, einer von Buchos Leuten, hat einst die Geliebte des Gitarristen ermordet und ihm in die linke Hand geschossen. Bei der Suche kommt es zu Schießereien in einer heruntergekommenen Bar. Als ein Handlanger von Bucho ihn auf der Straße hinterrücks erschießen will, rettet ihm Carolina, die Besitzerin einer Buchhandlung, das Leben. Er wird aber angeschossen.
Carolina nimmt den Verletzten bei sich auf und versorgt seine Schusswunde. Beide beginnen eine leidenschaftliche Beziehung. Da Carolinas Buchhandlung in einer Stadt, in der niemand liest, nicht gut läuft, war sie gezwungen, sich auch mit Bucho einzulassen, der ihren Laden als Tarnung für seine Drogengeschäfte nutzt.
Als Bucho herausfindet, dass sich der Gitarrist in Carolinas Buchhandlung aufhält, schickt er seine Schergen dorthin, um ihn und Carolina zu töten. Die Bande zündet den Laden an, und es kommt zu einer Schießerei. Der Gitarrist und Carolina können über das Dach fliehen, und nun hat er seinerseits die Möglichkeit, Bucho zu erschießen. Allerdings kommt es dazu nicht, weil er erkannt hat, dass Bucho sein älterer Bruder ist. Diese Tatsache bleibt jedoch bis zur vorletzten Szene für Carolina und den Betrachter unbekannt.
Der Gitarrist bestellt daraufhin zwei seiner Freunde zu sich, um weiter gegen Buchos Männer zu kämpfen. Bei der Schießerei sterben seine Freunde, und ein Junge wird verletzt. Als der Gitarrist und Carolina Buchos Anwesen betreten, werden sie dort bereits erwartet. Bei der Unterhaltung stellt sich heraus, dass Bucho in Wahrheit Cesar heißt und der Bruder des Gitarristen ist, der Juan heißt und von Cesar „Manito“ genannt wird. Als Bucho droht, Carolina zu töten, erschießt der Gitarrist Bucho und seine Leibwächter.
In der Schlussszene verlassen Carolina und der Gitarrist mit dem Gitarrenkoffer die Stadt.

## Kritiken
Basierend auf der Auswertung von 54 Kritiken weist Rotten Tomatoes Stand Oktober 2024 eine Positivquote von 70 Prozent aus.
James Berardinelli meinte auf ReelViews, der Film sei die überflüssigste Fortsetzung seit Crocodile Dundee II. Andererseits räumte er ein, es sei angenehm, Antonio Banderas und Salma Hayek zu sehen.
Roger Ebert lobte in der Chicago Sun-Times vom 25. August 1995 wie bereits bei  El Mariachi den visuellen Stil des Films. Was ihm fehle, sei ein Drehbuch, das aus mehr Handlung als nur einem Aufbau bestünde.
Laut dem Lexikon des internationalen Films ein „blutiger und brutaler Western, inszeniert als effektvolles Zitatenkino, dessen Überraschungspotential sich rasch“ erschöpfe.
Cinema urteilte, „die virtuose Ballerei“ wäre adäquat in Szene gesetzt worden. Fazit: „Bleihaltig und blutig: ein Film wie ein Comic.“

## Auszeichnungen
Der Film wurde 1995 beim Stockholm International Film Festival für den Bronshästen als bester Film nominiert.
Salma Hayek wurde 1996 für einen Saturn Award als beste Nebendarstellerin nominiert. Die Kussszene von Salma Hayek und Antonio Banderas wurde bei den MTV Movie Awards 1996 in der Kategorie bester Filmkuss nominiert.